# Manoir de Laukko
Le manoir de Laukko (finnois : Laukon kartano) est un manoir situé à  Vesilahti en Finlande.
C'est une attraction historique et l'une des demeures les plus célèbres de Finlande.

## Présentation
Le manoir de Laukko est situé sur les rives du lac Pyhäjärvi, près du village de Narva. 
Le manoir est mentionné pour la première fois dans des sources écrites en 1416.
À l'automne 2013, les propriétaires du manoir de Laukko annoncent qu'ils abandonnent l'élevage professionnel de chevaux et veulent faire de Laukko une destination touristique.
Aujourd'hui, le manoir de Laukko compte environ 500 hectares de terres, dont 100 hectares de terres arables et 500 hectares de forêt. 
Depuis 2016, le manoir est un centre touristique ouvert au public. 
Les bâtiments du manoir ont été rénovés en espaces d'exposition et appartements locatifs. 
Le manoir a également un café et un restaurant et le parc accueille des concerts et d'autres événements pendant l'été.

## Accès
Le manoir est desservi par les traversiers de Hopealinja et Kuutar qui partent de la place de Laukko.

## Propriétaires
- Famille Kurki (Kurck), du Moyen Âge à 1817
- 1817–1859, Johan Agapetus Törngren
- 1859–1869, Adolf Törngren
- 1869–1872, Herman Johansson Hallonblad
- 1872–1885, Carl August Standertskjöld
- 1885–1923, Herman Sigfrid Standertskjöld-Nordenstam
- 1923–1925, Gustaf Standertskjöld-Nordenstam
- 1925–1929, Rolf Standertskjöld-Nordenstam
- 1929–1938, Rafael Haarla
- 1938–1968, Héritiers de Rafael Haarla
- 1968– Juhani Lagerstam
- 2006– Famille Lagerstam[1]

## Galerie

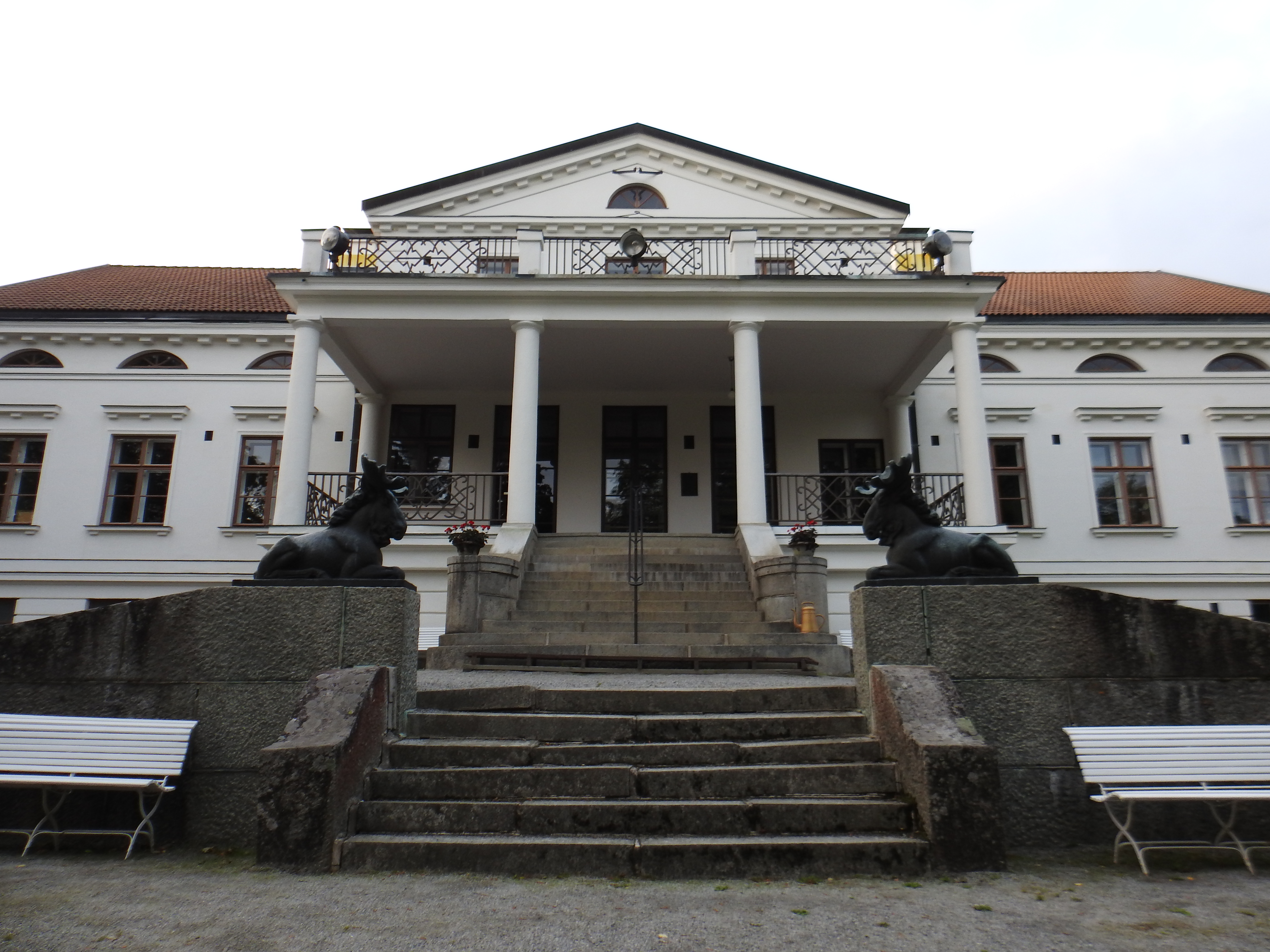
Le manoir.
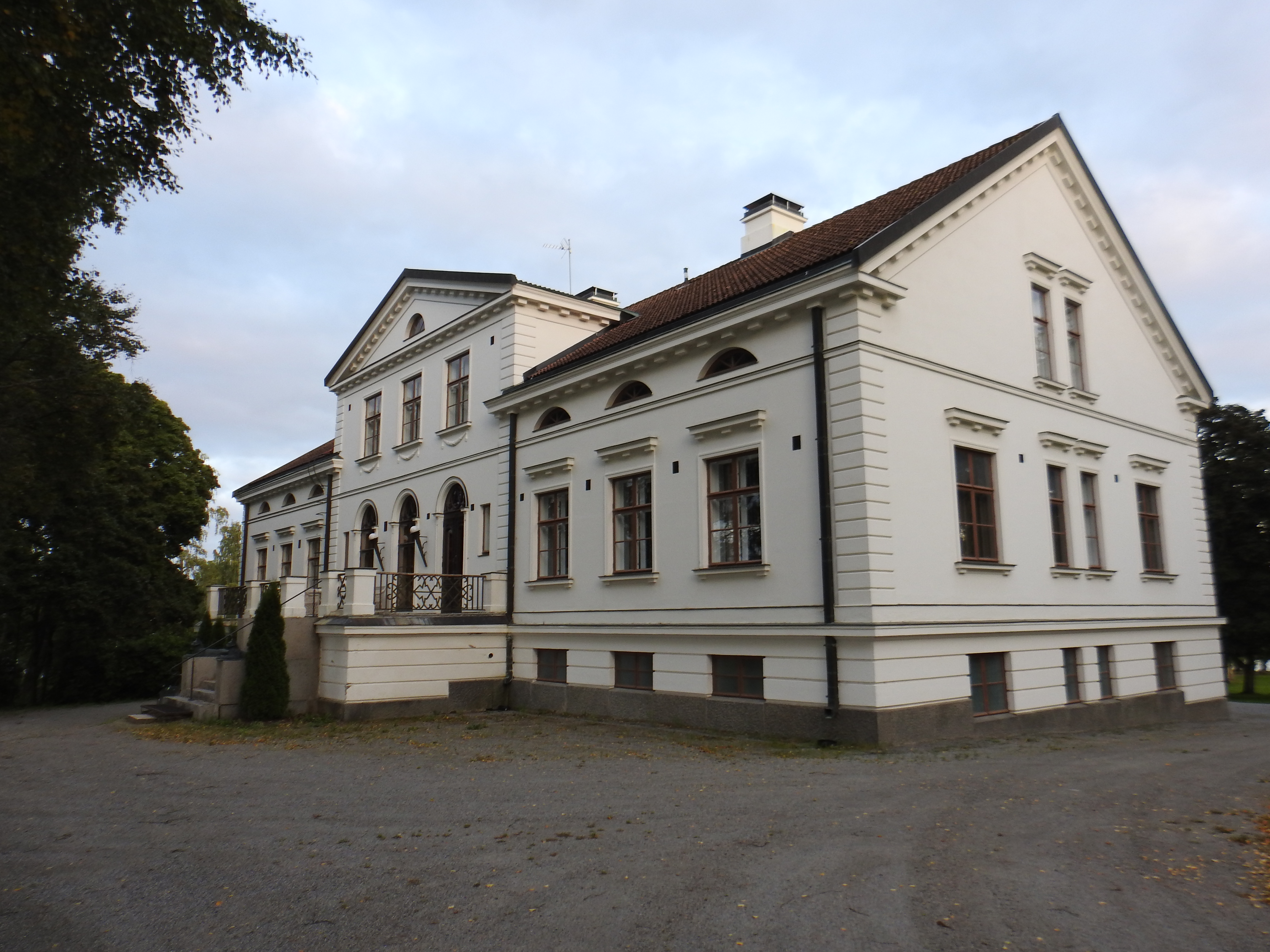
Le manoir.
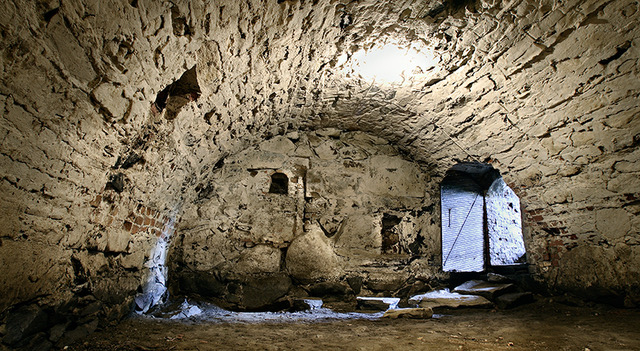
Le cellier.
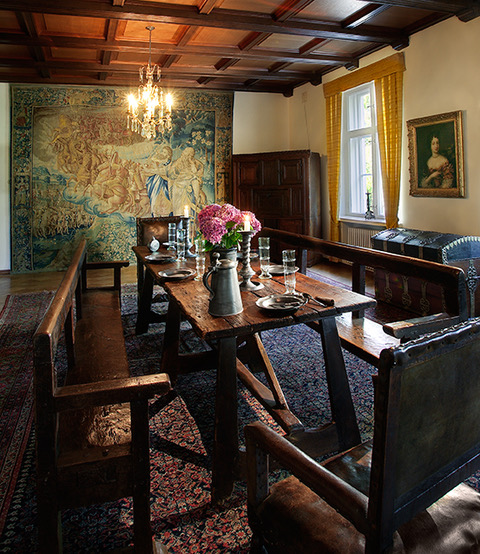
La salle de séjour.